# Église catholique en Ouganda

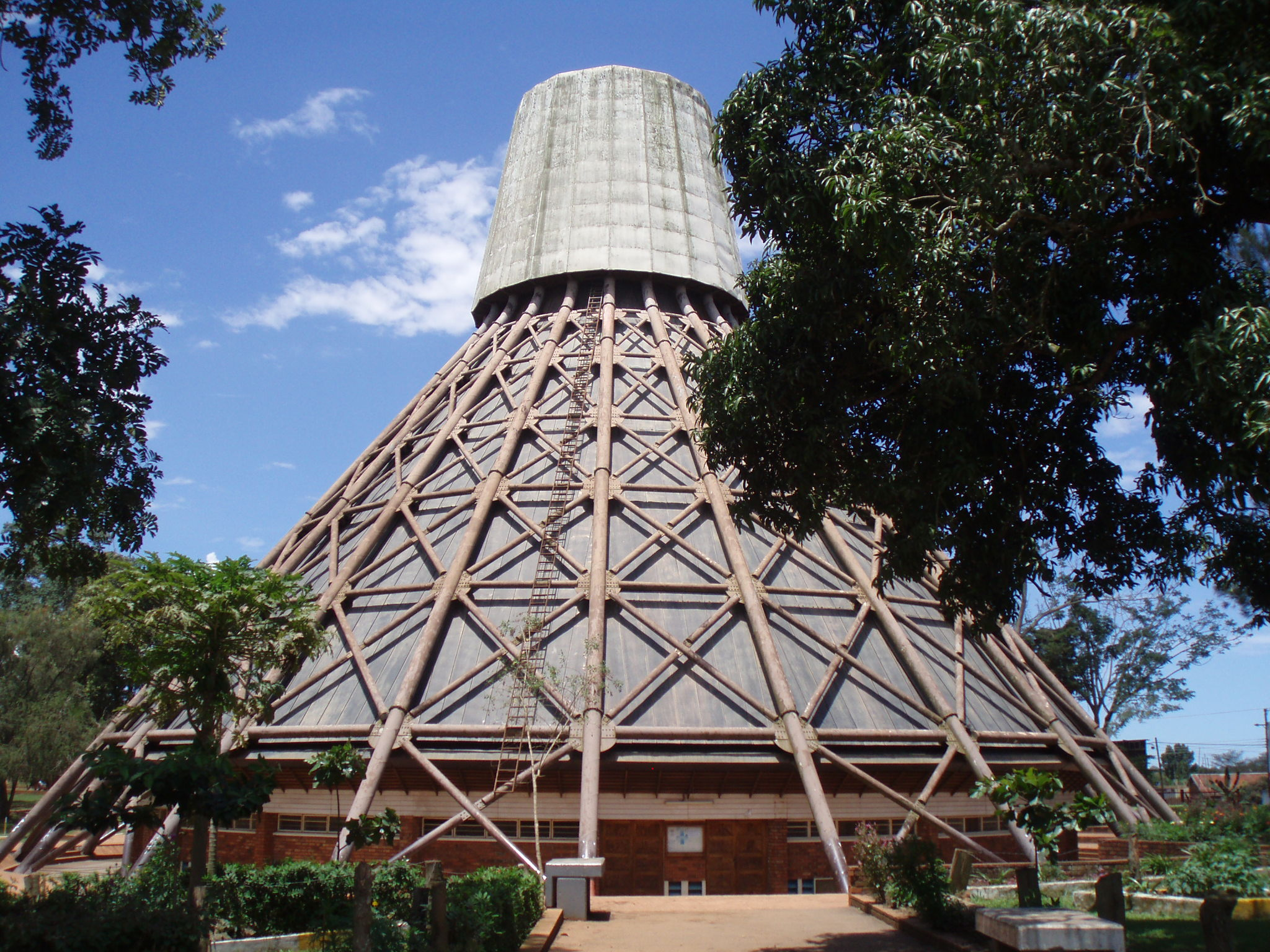
Basilique des Martyrs de l'Ouganda, Wakiso (Ouganda).

L'Église catholique en Ouganda est la religion de 39,3% de la population ougandaise, selon les données de la CIA en 2010.

## Organisation
Il y a 4 archidiocèses, divisés en 19 diocèses :
- Archidiocèse de Gulu
  - Diocèse d'Arua (en)
  - Diocèse de Lira (en)
  - Diocèse de Nebbi (en)
- Archidiocèse de Kampala
  - Diocèse de Kasana-Luweero (en)
  - Diocèse de Kiyinda-Mityana (en)
  - Diocèse de Lugazi (en)
  - Diocèse de Masaka
- Archidiocèse de Mbarara
  - Diocèse de Fort Portal (en)
  - Diocèse d'Hoima (en)
  - Diocèse de Kabale
  - Diocèse de Kasese (en)
- Archidiocèse de Tororo
  - Diocèse de Jinja (en)
  - Diocèse de Kotido
  - Diocèse de Moroto
  - Diocèse de Soroti (en)

## Historique
Les Pères Blancs arrivent pour la première fois en 1879.
À la fin des années 1880, des catholiques sont tués. En 1920, a lieu la béatification, puis en 1964 la canonisation des martyrs de l'Ouganda. Ceux-ci sont fêtés le 3 juin. En novembre 2015, le pape François a participé à la commémoration de ces martyrs. Le sanctuaire, la basilique des Martyrs de l'Ouganda est devenu un lieu de pèlerinage des chrétiens Ougandais et des pays voisins, attirant de plus en plus de monde chaque année, jusqu'à trois millions de pèlerins le 3 juin 2015,.